# آدم باش
آدم باش فیلمی به کارگردانی و تهیه‌کنندگی مجید جوانمرد و نویسندگی محمود روزبهانی محصول سال ۱۳۹۳ است. این فیلم در تاریخ ۱۶ دی ۱۳۹۴ در سینماهای ایران اکران شده‌است.

## خلاصه داستان
داستان مردی را روایت می‌کند که در برقراری ارتباط با آدم‌ها دچار مشکل است و در عوض تعامل بسیار خوبی با حیوانات دارد. او سال‌ها دور از ایران زندگی کرده و حالا که بازگشته احساس می‌کند هیچ‌یک از مردم را نمی‌شناسد.

## بازیگران
| بازیگران       | نقش              |
| -------------- | ---------------- |
| امین حیایی     | هیبت آدمی (آدام) |
| اکبر عبدی      | آقابزرگ          |
| نیوشا ضیغمی    | نفس سنندجی       |
| سیروس گرجستانی |                  |
| مرتضی ضرابی    | صابونی           |
| عباس محبوب     |                  |
| مختار سائقی    |                  |
| ملیسا مهربان   |                  |
| حسن رضایی      |                  |
| داریوش رضایی   |                  |
| شراره رنجبر    |                  |
| غزل عبدی       |                  |
| احسان حسن پور  |                  |
| فاطمه شکری     |                  |
| امیر زمانی     |                  |